# Batalla de Nanshan
La batalla de Nanshan (南山の戦い, Nanzan no Tatakai) va ser una de les moltes batalles terrestres de la guerra russo-japonesa. Va tenir lloc del 24 al 26 de maig de 1904 a través d'una línia de defensa de dues milles d'ample en la part més estreta de la península de Liaodong, cobrint els accessos a Port Arthur i al turó de Nanshan de 116 metres d'altura, l'actual districte de Jinzhou, al nord del centre de la ciutat de Dalian, Liaoning, Xina.

## Antecedents
Després de la victòria japonesa al riu Yalu, el 2n Exèrcit japonès comandat pel general Yasukata Oku va desembarcar a la península de Liaotung, a només 60 milles de Port Arthur. El 2n Exèrcit tenia 38.500 efectius i constava de tres divisions: la 1. ª Divisió (Tòquio), la 3. ª Divisió (Nagoya) i la 4. ª Divisió (Osaka). L'aterratge es va completar el 5 de maig de 1904.
La intenció japonesa era trencar aquesta posició defensiva russa, capturar el port de Dalny i assetjar a Port Arthur.
El virrei rus Ievgueni Alekséiev havia estat cridat a Moscou per consultar amb el tsar Nicolau II. Havia deixat al major general baró Anatoli Stéssel al comandament de les forces terrestres russes a la península de Kwantung, i a l'almirall Wilgelm Vitgeft al comandament de la flota russa a Port Arthur. Com que no s'havien deixat ordres directes, l'almirall indecís i incompetent Vitgeft va permetre que el desembarcament japonès continués sense oposició.
El general Stéssel tenia aproximadament 17.000 homes i els 4t, 5è, 13è, 14è i 15è fusells siberians orientals, dels quals al voltant de 3.000 homes del 5è de fusellers siberians orientals sota el coronel Nikolai Tretiakov van ser excavats en posicions fortificades al turó de Nanshan, on planejaven mantenir-se fora tot i saber que serien molt superats en nombre. Les divisions de reserva estaven sota el comandament del tinent general Alexander Fok, un exoficial de policia que s'havia elevat al seu càrrec mitjançant el patrocini polític en lloc de l'experiència o l'habilitat. Les forces russes tenien 114 peces d'artilleria de camp, metralladores i havien excavat una xarxa de trinxeres i filferro espinós. Els japonesos eren molt conscients de les fortificacions, ja que el coronel Doi d'intel·ligència japonesa va ser un dels milers de "treballadors xinesos" reclutats pels russos per treballar en el projecte en 1903.

## Batalla
El 24 de maig de 1904, durant una forta tempesta elèctrica, la 4. ª Divisió japonesa sota el comandament del tinent general Ogawa Mataji va atacar la ciutat emmurallada de Chinchou (actual districte de Jinzhou 金州), just al nord del turó de Nanshan. Tot i ser defensat per no més de 400 homes amb artilleria antiquada, la 4. ª Divisió va fracassar en dos intents de trencar les seves portes. Dos batallons de la 1. ª Divisió van atacar independentment a les 05:30 el 25 de maig de 1904, finalment van trencar les defenses i van prendre la ciutat.

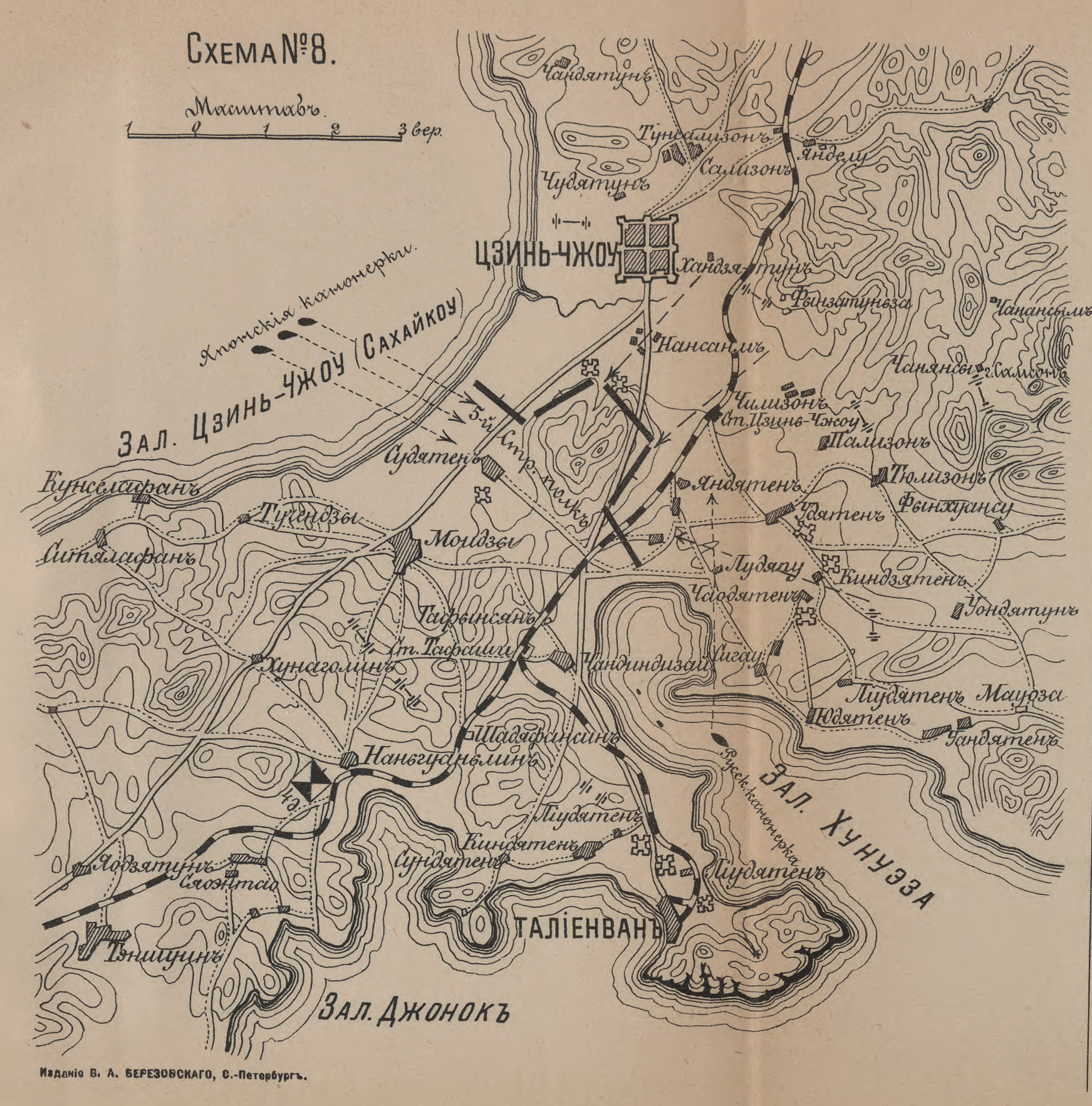
Mapa rus de la batalla de Nanshan.

Amb el seu flanc així assegurat, el general Oku podria començar l'assalt principal contra les forces russes atrinxerades al turó de Nanshan. L'assalt va ser posposat un dia a causa del clima. El 26 de maig de 1904, Oku va començar amb un bombardeig prolongat d'artilleria dels bots japonesos a alta mar, seguit d'assalts d'infanteria per les seves tres divisions. Els russos, amb mines, metralladores Maxim i obstacles de filferro de pues, van infligir grans pèrdues als japonesos durant repetits assalts. A les 18:00, després de nou intents, els japonesos no havien aconseguit superar les posicions russes fermament arrelades. Oku s'havia compromès totes les seves reserves, i ambdues parts havien esgotat la major part de les seves municions d'artilleria.
Al no contestar les seves comandes de reforç, el coronel Tretiakov es va sorprendre el descobrir que els regiments de reserva no compromesos estaven en retirada total i que les seves reserves de municions restants havien estat explotades per ordre del general Fok. Fok, paranoic d'un possible desembarcament japonès entre la seva posició i la seguretat de Port Arthur, va ser aterrit per un atac flanquejant de la 4. ª Divisió japonesa delmada al llarg de la costa oest. En el seu compromís per fugir de la batalla, Fok havia descuidat dir-li a Tretiakov l'ordre de retirar-se, i Tretiakov es va trobar en la precària posició de ser envoltat, sense municions i sense força de reserva disponible per a un contraatac. Tretiakov no va tenir més remei que ordenar a les seves tropes que retrocedissin a la segona línia defensiva. A les 19:20, la bandera japonesa va onejar des del cim del turó Nanshan. Tretiakov, que havia lluitat bé i que havia perdut només 400 homes durant la batalla, va perdre 650 homes més en la seva retirada sense suport de tornada a les línies defensives principals al voltant de Port Arthur.

## Resultat
Els russos van perdre un total d'aproximadament 1.400 homes, entre morts, ferits i desapareguts durant la batalla. Tot i que els japonesos no van guanyar a la lleugera, amb al menys 6.198 baixes, van poder reclamar la victòria. Entre els 739 morts hi havia el fill gran del general Nogi Maresuke. Els japonesos havien disparat 34.000 projectils d'artilleria durant la batalla, més del que s'havia gastat durant tota la Primera Guerra Sinó-Japonesa. Els japonesos també havien disparat 2.190.000 de rifles de fusell i metralladora en un dia de combat, més que el nombre (2 milions) disparat pels prussians durant tota la Guerra austro-prusiana.
A causa de la manca de municions, els japonesos no es van poder moure de Nanshan fins al 30 de maig de 1904. Per a la seva sorpresa, van descobrir que els russos no havien fet cap esforç per mantenir el port de Dalny, estratègicament valuós i fàcilment defensable, sinó que s'havien retirat tot el camí de tornada a Port Arthur. Encara que la ciutat havia estat saquejada pels civils locals, l'equip del port, els magatzems i els patis ferroviaris van quedar intactes.
Després que el Japó va ocupar Dalny, el general Oku va erigir una torre commemorativa al cim del turó de Nanshan amb un poema. La torre va ser demolida després de la guerra del Pacífic, i només en queden els fonaments. Una porció d'una tauleta de pedra amb el poema ara es mostra a la presó de Lushun, Dalian.